# Walterio Millar
Walterio Millar Castillo (Yungay, 7 de mayo de 1899 – Santiago, 24 de diciembre de 1978), periodista, historiador, dibujante, ilustrador y caricaturista.
Su mayor obra ha sido Historía Ilustrada de Chile, publicada por primera vez en Concepción en 1929, cual a la llegada del siglo XXI, superó las 60 ediciones, siendo caso inédito en la industria literaria en Chile.
Como caricaturista, se destacó en distintos medios de comunicación escrita.

## Biografía
Walterio era un hombre pequeño, muy delgado, daba la sensación de fragilidad. Fue hijo de Miguel Millar y Clementina Castillo y estudió en la escuela pública de su ciudad natal, en el cual estuvo junto al pintor Armando Lira, con quien realizaría periodismo escolar para una revista llamada El Colegial. Misma situación se repetiría en la secundaria, en el Liceo de Hombres de Chillán, esta vez, en la revista escolar Ratos Ilustrados.
se casó en 1925 con María Inés Dalmati Salas, con la que tuvo tres hijos, María Elena (muerta prematuramente), Alicia y Walterio. Fue decano de las Facultades de Filosofía y Educación de la Universidad de Chile. Y en forma póstuma fue declarado Hijo Ilustre de Yungay.
Buen escritor, también ofició, muy joven, de periodista. De su precordillerano Yungay vino a estudiar al Liceo de Hombres, establecimiento que se distinguía por su prestigio. Fue amigo de niño del pintor yungayino Armando Lira. 
Las páginas del diario La Discusión siempre estuvieron abiertas para él –gracias a su amistad con Alfonso Lagos Villar– y las privilegió con sus textos e ilustraciones. Su obra siempre fue pensada para los niños, los pequeños estudiantes chilenos. Con Armando Lira compartió muchas de sus inquietudes y juntos trabajaron ilustrando revistas juveniles.
En los años de estudio universitario, se integra a la Universidad de Chile en Santiago a la carrera de Pedagogía en Dibujo y Caligrafía. Muy pronto su nombre y figura comienza a ser conocida en la capital. Trabajó en el Museo Histórico Nacional, del que llegaría a ser director años más tarde en algún período. Como dibujante e ilustrador participó en numerosos proyectos editoriales.

## Historia Ilustrada de Chile
Su obra más reconocida es la Historia Ilustrada de Chile. Su primera edición apareció en Concepción, y las numerosas y sucesivas ediciones de esta obra muestran el gran éxito que ha tenido no sólo como libro complementario en la enseñanza del ramo, sino también como fuente básica de conocimiento de la historia chilena. Considerada como una síntesis de la historia de Chile, esta obra ha llamado también la atención fuera de su país. En 1956 la revista francesa Le Monde Latin publicó una selección de sus principales capítulos.

Al concluir la lectura del libro de Millar, el amor a Chile nos penetra como en la infancia, de modo límpido, recto, con el puro bien de la aventura generosa y viril.
Andrés Sabella, escritor chileno

## Obras
- 1929 - Historia Ilustrada de Chile (texto auxiliar para las escuelas primarias y preparatorias de los liceos)
- 1941 - Vida de Bernardo O'Higgins
- 1943 - Los astros (cuentos)
- 1945 - El fuego (además, el día de las Américas, La Batalla de Maipo, Los primitivos pobladores de América, Motivos bíblicos, Aventuras de "Cuatro Remos", biografías, mitología y anécdotas)
- 1949 - Nuestro himno y emblemas nacionales
- 1964 - Historia de la mujer chilena
- 1977 - Historia de Chile[7]